# Гебхард I фон Мансфелд
Гебхард I фон Мансфелд (на немски: Gebhard I von Mansfeld; * 1250?; † ок. 1282 или ок. 1284) от фамилията на бургграфовете на Кверфурт и Магдебург, е граф на Мансфелд.

## Произход
Той е син на бургграф и граф Бурхард III фон Мансфелд († 1273) и първата му съпруга графиня Елизабет (Мехтилд) фон Шварцбург-Бланкенбург, дъщеря на граф Хайнрих II фон Шварцбург-Бланкенбург († 1236) и Ирмгард фон Ваймар-Орламюнде († сл. 1222), внучка на датския крал Валдемар I. Баща му се жени втори път пр. 1229 г. за Ермгард и трети път пр. 1264 г. за графиня Ода фон Регенщайн († сл. 1 декември 1274). Така той е полубрат на Бурхард IV фон Мансфелд-Кверфурт († 1311), бургграф на Магдебург, граф на Мансфелд-Кверфурт. По други източници Гебхард I фон Мансфелд е син на третата съпруга на баща му.
Гебхард I умира ок. 1284 г. и е погребан в Хелфта.

## Фамилия
Гебхард I фон Мансфелд се жени за Ирмгард фон Анхалт († сл. 1303). Те имат три деца:
- Агнес фон Мансфелд († сл. 1302/1306), омъжена за Хайнрих фон Хомбург († сл. 1338), син на Бодо фон Хомбург († сл. 1316) и Агнес фон Еверщайн († сл. 1306). Тяхната дъщеря Аделхайд фон Хомбург († 1341), се омъжва на 3 юни 1324 г. за граф Готшалк IV фон Пирмонт († сл. 1342), а дъщеря им Елизабет фон Хомбург († 1356) се омъжва ок. 1332/1335 г. за граф Йохан I фон Шпигелберг († сл. 1370)
- Гебхард II фон Мансфелд († 1313)
- Бурхард фон Мансфелд († сл. 1291)